# Чарльз Понці
Чарльз Понці (англ. Charles Ponzi, уроджений — Карло П'єтро Джованні Гільєрмо Тебальдо Понці, італ. Carlo Pietro Giovanni Guglielmo Tebaldo Ponzi; 3 березня 1882, Луго, Італія — 18 січня 1949, Ріо-де-Жанейро, Бразилія) — американський злочинець, аферист, засновник фінансових пірамід у США і Канаді. Фінансова піраміда Понці полягала у тому, що виплати надзвичайно високих і нереальних прибутків інвесторам надходили із вкладів нових інвесторів, які у кінцевому результаті залишалися без грошей. Хоча такий злочин вже був відомий у минулому, через масштаб шахрайства Понці, такий тип фінансової афери отримав назву «Піраміда Понці».

## Біографія

### Ранні роки життя
Карло П'єтро Джованні Гульєльмо Тебальдо Понці народився у 1882 році в сім'ї дрібного комерсанта у місті Луго, Італія. Батько допоміг Карло влаштуватися у ювелірний магазин, а пізніше й у поштове відділення у м. Равенні. Карло Понці провчився чотири роки у Римському університеті ла Сапієнца, однак не закінчив його.
15 листопада 1903 року Понці прибув до Бостона. За свідченням свідків, Карло мав на той час у кишені лише 2.50 доларів, оскільки програвся під час подорожі. У Бостоні Понці працював на різних роботах, серед них і офіціантом у ресторані, з якого пізніше його звільнили за крадіжку.
У липні 1907 року Карло Понці залишив Бостон і переїхав до Монреалю, де вже успішно торгував сигарами його співвітчизник Луїджі Зароссі. Крім сигар Зароссі також пропонував фінансові послуги італійським іммігрантам. Для залучення інвестицій Зароссі пропонував вкладникам 6 % річних, у той час як в інших банках ставка за вкладами становила лише 2 %. Понці видав себе за Чарльза Б'янкі, вихідця із багатої італійської родини і почав працювати у банку Зароссі як касир. Понці швидко збагнув суть фінансової піраміди Зароссі, котрий міг виплачувати такий високий рівень прибутку чисто із надходження нових грошей від нових інвесторів. У результаті фінансова піраміда Зароссі зазнала краху і він утік до Мексики з грошима своїх вкладників.

### Кримінальна діяльність
Хоча Понці й відігравав певну роль у шахрайстві Зароссі, ніяких звинувачень проти нього не було висунуто. Коли Понці зробив спробу підробити чек колишнього клієнта банку, його аферу було швидко викрито і його арештовано. За цей дрібний фінансовий злочин його було засуджено до трьох років позбавлення волі. Невдовзі після дострокового звільнення, Понці однак, знову арештували, цього разу за спробу нелегального перевезення італійських робітників у Сполучені Штати. За цей злочин Понці отримав два роки позбавлення волі у в'язниці Атланти.
Після виходу із в'язниці Понці повернувся до Бостона, де організував одну з найбільших в історії США фінансових пірамід. Система афери полягала в отриманні грошей за рахунок одночасної купівлі та продажу поштових марок. Понці обіцяв інвесторам в його схемі аж 30 % прибутку протягом 45 днів, що у річному еквіваленті сягало аж 240 % прибутку річних. Інвесторами Понці стало більш ніж 40 000 вкладників. У результаті більшість з цих інвесторів втратили свої вклади, коли у липні 1920 року піраміда Понці зазнала краху. За найбільше на той час шахрайство в історії країни Понці отримав 3 роки в'язниці з конфіскацією майна. З огляду на таку велику кількість ошуканих клієнтів, такі типи фінансових пірамід отримали назву Піраміда Понці.
Після звільнення у 1934 році з масачусетської в'язниці, як емігранта з судимістю, Понці було депортовано до Італії, де він також відзначився деякими аферами, які не мали особливого успіху. Після чергової невдалої афери Понці втік до Бразилії, де й провів решту свого життя. У 1930 році Понці опублікував свою автобіографію, яка не користувалась особливим успіхом. Фінансове становище Понці, однак, було зруйноване: 18 січня 1949 року він помер у державній лікарні Ріо-де-Жанейро. Його статок на той час становив лише 75 доларів, за які він і був похований.